# Campionat del Món d'esgrima de 1948
El Campionat del Món d'esgrima de 1948 fou la quarta edició del Campionat del Món d'esgrima. Es va disputar a La Haia, Països Baixos.

## Resultats

### Resultats femenins
| Proves            | Or | Plata                                                                                       | Bronze                                                                                          |
| Floret per equips | DinamarcaSolveig Jørgensen · Karen Lachmann · Kate Mahaut · Grete Olsen · Ulla Barding · Kirsten Suhr-Hansen | HongriaIlona Elek · Margit Elek · Éva Kun · Katalin Horváth · Magdolna Nyári · Ilona Vargha | FrançaJacqueline Baudot · Renée Garilhe · Françoise Gouny · Alice Karren · Louisette Malherbaud |

## Medaller
| Posició | País      | Or | Plata | Bronze | Total |
| 1       | Dinamarca | 1  | 0     | 0      | 1     |
| 2       | Hongria   | 0  | 1     | 0      | 1     |
| 3       | França    | 0  | 0     | 1      | 1     |